# Salvatore Ottolenghi (medico)
Salvatore Ottolenghi (Asti, 20 maggio 1861 – Roma, 20 marzo 1934) è stato un medico italiano.

## Biografia
Nato ad Asti nel 1861 da Raffaele e Orsolina Sacerdote, membri della comunità ebraica astigiana, si laureò in Medicina e chirurgia a soli 23 anni, nel 1884, presso l'Università di Torino. Inizialmente attratto dall'oculistica, venne convinto da Cesare Lombroso a dedicarsi all'antropologia ed alla psichiatria, diventando nel 1885 assistente del professore.
Al fianco di Lombroso fino al 1893, l'Ottolenghi ebbe modo di compiere studi approfonditi in fisiognomica, in frenologia e nelle discipline degenerazioniste e alieniste, sulla base dei testi di Giovanni Battista Della Porta, Johann Kaspar Lavater, Franz Joseph Gall, Johann Gaspar Spurzheim, Benedict Augustin Morel, James Cowles Prichard e Henry Maudsley.
Allievo di Cesare Lombroso, creatore della disciplina della criminologia scientifica, Ottolenghi fu il primo studioso delle tecniche di investigazioni scientifiche e già nel 1897 fondò con Giuseppe Alongi la "Rivista di Polizia Scientifica".
In seguito ottenne la Cattedra di medicina legale a Siena, rimanendovi fino al 1903, anno in cui si trasferì a Roma proseguendo l'insegnamento universitario. In questa città fu il promotore della fondazione della Scuola di Polizia Scientifica, alla quale diede un indirizzo antropo-biologico.
Il suo ritratto ad olio è opera di Giulio Pittarelli, matematico e pittore molisano, attivo in Roma agli inizi del '900.

## Curiosità
Nel 2017 al museo delle cere di Roma gli è stata dedicata una statua di cera.